# Mathias Reichhold
Mathias Reichhold (ur. 5 lipca 1957 w Klagenfurcie) – austriacki polityk i rolnik, parlamentarzysta krajowy, deputowany do Parlamentu Europejskiego IV kadencji, wicepremier Karyntii, minister w rządzie federalnym, w 2002 przewodniczący Wolnościowej Partii Austrii (FPÖ).

## Życiorys
Ukończył w 1976 średnią szkołę rolniczą Höhere Bundeslehranstalt für Landtechnik in Wieselburg, uzyskał również kwalifikacje nauczycielskie. Pracował w izbie rolniczej i jako nauczyciel przedmiotów rolniczych. W 1985 zajął się prowadzeniem własnego gospodarstwa rolnego.
Zaangażował się w działalność polityczną w ramach Wolnościowej Partii Austrii. W latach 1985–1990 był radnym gminy St. Georgen am Längsee. Od 1988 do 1990 pełnił funkcję sekretarza generalnego FPÖ. W latach 1992–1994 i 1998–2001 zajmował stanowisko zastępcy premiera (Landeshauptmanna) Karyntii. Od 1990 do 1992, od 1994 do 1995 i od 1996 do 1998 sprawował mandat posła do Rady Narodowej XVIII, XIX i XX kadencji. W latach 1995–1996 był deputowanym do Europarlamentu IV kadencji w ramach delegacji krajowej.
W 2001 wycofał się czasowo z działalności politycznej. Powrócił do niej w lutym 2002, obejmując urząd ministra transportu, innowacji i technologii w rządzie federalnym Wolfganga Schüssela. Sprawował go do lutego 2003. W 2002 krótko zajmował stanowisko przewodniczącego Wolnościowej Partii Austrii. Później pracował jako menedżer w koncernie kontrolowanym przez Franka Stronacha. W latach 2006–2007 był członkiem rady nadzorczej państwowego operatora drogowego ASFINAG.
Kawaler Krzyża Wielkiego Orderu Zasługi Republiki Włoskiej (2002).